# Кансдејлов мочварни пацов
Кансдејлов мочварни пацов (лат. Malacomys cansdalei, енгл. Cansdale's swamp rat) је сисар из реда глодара и породице мишева (лат. Muridae). 

## Распрострањење
Врста је присутна у Гани и Обали Слоноваче.

## Станиште
Кансдејлов мочварни пацов има станиште на копну.

## Угроженост
Ова врста није угрожена, и наведена је као последња брига јер има широко распрострањење.

### Популациони тренд
Популациони тренд је за ову врсту непознат.